# Красноборське сільське поселення
Краснобо́рське сільське поселення (рос. Красноборское сельское поселение) — муніципальне утворення у складі Іжемського району Республіки Комі, Росія. Адміністративний центр — село Краснобор.

## Населення
Населення — 1974 особи (2017, 2158 у 2010, 2348 у 2002, 2462 у 1989).

## Склад
До складу поселення входять такі населені пункти:
| Населений пункт   | Населення, осіб (1989) | Населення, осіб (2002) | Населення, осіб (2010) |
| ----------------- | ---------------------- | ---------------------- | ---------------------- |
| Вертеп, присілок  | 554                    | 646                    | 600                    |
| Діюр, присілок    | 689                    | 700                    | 623                    |
| Иргеншар, селище  | 265                    | 199                    | 200                    |
| Краснобор, село   | 840                    | 684                    | 625                    |
| Пустиня, присілок | 114                    | 119                    | 110                    |